# Fernando Paggi
Fernando Paggi, né le 3 juillet 1914, à Turin, Italie, et décédé le 14 janvier 1973, à Canobbio, Suisse, était un musicien et chef d'orchestre italo-suisse. Il fut directeur de l'orchestre de Radio Monte Ceneri et le directeur musical de la toute première édition du Concours Eurovision de la chanson. Il dirigea en outre la toute première chanson gagnante du concours, Refrain, interprétée par Lys Assia pour la Suisse.

## Débuts
Fernando Paggi est le fils de Giovanni Paggi (originaire de Turin) et d'Adele Vaglio (originaire de Monteggio). Dès l'âge de huit ans, il suit des cours particuliers de violon.
Après un début de carrière dans le commerce, Fernando décide, en 1931, de s'orienter vers la musique. Il s'inscrit à l'Académie Sainte-Cécile de Lausanne, en Suisse, où il étudie le solfège, le saxophone, la trompette et la clarinette. Durant cette période, il joue également dans des groupes et des orchestres de musique populaire, se produisant avec eux dans des bars et des hôtels.
Une fois ses études terminées, Fernando intègre l'orchestre classique du Teatro Kuursal de Lugano, en tant que violoniste. En 1940, il devient directeur musical de l'orchestre du diffuseur public suisse italophone Radio Monte Ceneri (devenue plus tard Radio Svizzera Italiana - RSI). Il transforme l'orchestre, qui n'était jusque-là qu'un ensemble amateur, en orchestre professionnel.
En 1943, Fernando compose la musique d'un spectacle d'Alberto Barberis, donné à l'occasion de la foire de Lugano.

## Consécration
Accompagné de son orchestre, Fernando ne tarde pas à rencontrer le succès. Il se produit, durant les années 1940 et 1950, en compagnie des chanteurs italiens les plus populaires de l'époque : Natalino Otto, Tony Dallara, Nilla Pizzi ou encore Giorgio Consolini. Il travaille également avec de célèbres arrangeurs, tels que Iller Pattacini, Willy Fehlbaum, Aldo D’Addario et Attilio Donadio.
En parallèle, Fernando se produit avec son propre quintet. Ensemble, ils jouent dans le programme radio Capriccio notturno. Fernando produit également de nombreux spectacles musicaux pour la RSI et ses partenaires au sein de l'Union européenne de radio-télévision.
Son premier opéra est diffusé par la RSI en mars 1949. Il est intitulé Edgardo e Margherita et son livret est rédigé par Valentino Margiò. Fernando compose plusieurs chansons pour Maddalena Sanvido (notamment Sarò mammina) et Yvette Giraud (Tu te souviendras de moi). Il est également l'auteur de l'hymne officiel du Tour de Suisse cycliste.
En 1956, Fernando devient le premier directeur musical du Concours Eurovision de la chanson. En effet, la première édition de cet évènement est organisée par la RSI, au Teatro Kuursal de Lugano. L'orchestre de la RSI accompagne les quatorze chansons en lice et Fernando en dirige six d'entre elles.
À cette occasion, Fernando devient le premier chef d'orchestre de l'histoire du concours à diriger une chanson en lice. Il est en effet le chef d'orchestre de la toute première chanson jouée dans le cadre du concours, De vogels van Holland, interprétée par Jetty Paerl et concourant pour les Pays-Bas.
En outre, Fernando devient le premier chef d'orchestre de l'histoire du concours à diriger une chanson gagnante. Il dirige en effet la chanson Refrain, interprétée par Lys Assia qui remporte la première place pour la Suisse.
Par la suite, Fernando dirigera deux autres chansons pour la Suisse : en 1961, Nous aurons demain, interprétée par Franca Di Rienzo et qui terminera troisième ; en 1964, I miei pensieri, interprétée par Anita Traversi et qui terminera treizième.

## Retraite
En 1967, Fernando prend sa retraite de directeur musical de l'orchestre de la RSI. Il est remplacé à ce poste par Mario Robbiani, qui jusque-là était l'un des arrangeurs de l'orchestre.
De 1969 à 1973 et son décès, Fernando exerce la fonction de chef du département des divertissements de la RSI.
Fernando fut marié à deux reprises : la première fois avec Germana Ambühl et la seconde, avec Irna Steiner.

## Participations au Concours Eurovision de la chanson
| Année | Pays      | Chanson                       | Interprète(s)          | Place |
| ----- | --------- | ----------------------------- | ---------------------- | ----- |
| 1956  | Pays-Bas  | De vogels van Holland         | Jetty Paerl            | -     |
| 1956  | Pays-Bas  | Voorgoed Voorbij              | Corry Brokken          | -     |
| 1956  | Allemagne | Im Wartesaal zum großen Glück | Walter Andreas Schwarz | -     |
| 1956  | Allemagne | So geht das jede Nacht        | Freddy Quinn           | -     |
| 1956  | Suisse    | Das alte Karussell            | Lys Assia              | -     |
| 1956  | Suisse    | Refrain                       | Lys Assia              | 01    |
| 1961  | Suisse    | Nous aurons demain            | Franca di Rienzo       | 03    |
| 1964  | Suisse    | I miei pensieri               | Anita Traversi         | 13    |